# Wiesneria schweinfurthii
Wiesneria schweinfurthii är en svaltingväxtart som beskrevs av Joseph Dalton Hooker. Wiesneria schweinfurthii ingår i släktet Wiesneria och familjen svaltingväxter. Inga underarter finns listade.